# 70000
70000（七万、ななまん）は自然数、また整数において、69999の次で70001の前の数である。

## 性質
- 70000 は合成数であり、約数は 1, 2, 4, 5, 7, 8, 10, 14, 16, 20, 25, 28, 35, 40, 50, 56, 70, 80, 100, 112, 125, 140, 175, 200, 250, 280, 350, 400, 500, 560, 625, 700, 875, 1000, 1250, 1400, 1750, 2000, 2500, 2800, 3500, 4375, 5000, 7000, 8750, 10000, 14000, 17500, 35000, 70000 である。
  - 約数の和は193688。
- 8952番目のハーシャッド数である。1つ前は69984、次は70002。

## その他 70000 に関連すること
- 鉄道車両の形式
  - 国鉄トラ70000形貨車
  - 国鉄ワム70000形貨車
  - 小田急70000形電車
  - 東武70000系電車

## 70001 から 79999 までの整数
- 70225 - 2652
- 70657 - 7000番目の素数
- 70756 - 2662
- 71289 - 2672
- 71656 - 五角錐数
- 71824 - 2682
- 72072 - 1から14の自然数のうち5の倍数ではない数全ての最小公倍数。
- 72221, 72223, 72227, 72229 - 31番目の四つ子素数
- 72361 - 2692
- 72383 - 安全素数、左切り捨て可能素数
- 72900 - 2702
- 73259 - ソフィー・ジェルマン素数、安全素数、スーパー素数
- 73441 - 2712
- 73613 - ソフィー・ジェルマン素数、左切り捨て可能素数
- 73643 - 安全素数、左切り捨て可能素数
- 73673 - ソフィー・ジェルマン素数、左切り捨て可能素数
- 73712 - n=13のときのn-クイーン問題の解の数
- 73823 - ソフィー・ジェルマン素数、左切り捨て可能素数
- 73984 - 2722
- 74205 - スタートレック:ディープ・スペース・ナインにおけるU.S.S.ディファイアントの登録番号(NX-74205)
- 74529 - 2732
- 74656 - スタートレック:ヴォイジャーにおけるU.S.S.ヴォイジャーの登録番号(NCC-74656)
- 75025 - フィボナッチ数[1], マルコフ数[2]
- 75076 - 2742
- 75361 - カーマイケル数[3]
- 75600 - 24 × 33 × 52 × 7 = 2 × 6 × 30 × 210 = 2# × 3# × 5# × 7#
- 75843 - 五角錐数
- 76084 - 友愛数[4] (63020, 76084)
- 76176 = 2762、1から23の整数の3乗の和[5] (13 + 23 + 33 + ⋯ + 233 = 76176)
- 76367 - 安全素数、回文素数
- 76403 - 安全素数、スーパー素数
- 76424 - テトラナッチ数[6]
- 76667 - 安全素数、回文素数
- 76721 - 177+767213 = 210639282
- 76729 - 2772
- 77261, 77263, 77267, 77269 - 32番目の四つ子素数
- 77263 - 965番目のスーパー素数
- 77778 - 第1定義のカプレカ数[7]
- 78125 = 57
- 78467 - 安全素数、スーパー素数
- 78509 - ソフィー・ジェルマン素数、スーパー素数
- 78557 - 最も小さいシェルピンスキー数[8]と推測されている
- 78887 - 安全素数、回文素数
- 79357 - 7777番目の素数
- 79559 - ソフィー・ジェルマン素数、安全素数、スーパー素数
- 79691, 79693, 79697, 79699 - 33番目の四つ子素数